# Kanpezu / Campezo
Kanpezu / Campezo (baskiska: Kanpezu) är en kommun i Spanien. Den ligger Álavaprovinsen i södra delen av den autonoma regionen Baskien i norra delen av landet, 280 km norr om huvudstaden Madrid. Antalet invånare är 1 085 (2024).